# 톡 쏘는 인터뷰 소다
《톡 쏘는 인터뷰 소다》는 KBS 1TV에서 방송된 한국방송공사의 텔레비전 프로그램이다.

## 기획 의도
삶의 다양한 가치를 조명하는 본격 심층 인터뷰 프로그램.

## 방송 시간
| 방송 채널 | 방송 기간                         | 방송 시간                    | 방송 분량 |
| --------- | --------------------------------- | ---------------------------- | --------- |
| KBS 1TV   | 2017년 4월 28일 ~ 2017년 5월 19일 | 매주 금요일 밤 12:40 ~ 1:00  | 20분      |
| KBS 1TV   | 2017년 5월 28일 ~ 2017년 6월 18일 | 매주 일요일 밤 12:05 ~ 12:25 | 20분      |
| KBS 1TV   | 2017년 6월 25일 ~ 2017년 9월 10일 | 매주 일요일 밤 12:00 ~ 12:20 | 20분      |
| KBS 1TV   | 2017년 9월 3일                    | 일요일 밤 10:50 ~ 11:10      | 20분      |

## 방송 회차
| 회차 | 방송일          | 제목                                                               | 시청률 |
| ---- | --------------- | ------------------------------------------------------------------ | ------ |
| 1회  | 2017년 4월 28일 | 재심 변호사 박준영, 우리 사회 정의의 가치 묻다                     | 1.2%   |
| 2회  | 2017년 5월 5일  | '살아있는 기적' 박모세 모자에게 희망과 생명의 가치 묻다            | 1.1%   |
| 3회  | 2017년 5월 12일 | 민주주의 선거의 의미는?…이광재가 말하는 ‘약속의 가치’              | 1.2%   |
| 4회  | 2017년 5월 19일 | 절망 속에서 꽃을 피운 이지선교수 ‘긍정의 가치’를 이야기하다        | 1.2%   |
| 5회  | 2017년 5월 28일 | 더 나은 세상을 꿈꾸는 정경선 대표 ‘도전의 가치’                    | 1.0%   |
| 6회  | 2017년 6월 4일  | 세계는 홀린 피아니스트 조성진, ‘준비된 기다림의 가치’를 이야기하다 | 0.7%   |
| 7회  | 2017년 6월 11일 | 권병현 전 주중대사 ‘신념의 가치’를 이야기하다                      | 0.8%   |
| 8회  | 2017년 6월 18일 | 한나김이 말하는 기억의 가치, 감사 그리고 화해                      | 0.9%   |
| 9회  | 2017년 6월 25일 | 영원한 뽀빠이 아저씨 이상용, '나눔'과 '노력'의 가치를 이야기하다   | 1.2%   |
| 10회 | 2017년 7월 2일  | 뇌과학자 장동선, 4차산업혁명 시대 '공존'의 가치를 이야기하다       | 1.0%   |
| 11회 | 2017년 7월 30일 | 제주 올레 서명숙 이사장, 쉼의 가치를 말하다                        | 1.2%   |
| 12회 | 2017년 8월 6일  | 국제변호사 가수 이소은, 두려움의 가치를 말하다                     | 1.6%   |
| 13회 | 2017년 8월 13일 | 중증장애 재활공학자 김종배 교수, 기술의 가치를 말하다              | 1.3%   |
| 14회 | 2017년 8월 20일 | 다큐멘터리 감독 전후석, 정체성의 가치를 말하다                     | 1.0%   |
| 15회 | 2017년 8월 27일 | 피아니스트 백건우, 음악의 가치를 말하다                            | 0.8%   |
| 16회 | 2017년 9월 3일  | 특별대담, 미 하원 외교위원장 에드 로이스 의원에게 듣는다           | 2.9%   |
| 17회 | 2017년 9월 10일 | 서강대 철학과 교수 최진석 인문학의 가치를 말하다                   | 1.1%   |